# Cardamine fausse-chélidoine
Cardamine chelidonia
Espèce
Classification APG III (2009)
La Cardamine fausse-chélidoine ou Cardamine chélidoine (Cardamine chelidonia) est une espèce de plantes herbacées de la famille des Brassicaceae.